# Ochsenhart
Ochsenhart ist ein Gemeindeteil der Stadt Pappenheim im Landkreis Weißenburg-Gunzenhausen (Mittelfranken, Bayern). Die Gemarkung Ochsenhart hat eine Fläche von 3,278 km². Sie ist in 238 Flurstücke aufgeteilt, die eine durchschnittliche Flurstücksfläche von 13774,71 m² haben.

## Geografische Lage
Das Dorf liegt knapp 6 km südöstlich von Pappenheim, nahe der Grenze zu Oberbayern. Eineinhalb Kilometer westlich befindet sich der Fohrenbühl (568 m ü. NHN). Eine Gemeindeverbindungsstraße führt nach Bieswang.

## Geschichte
Ochsenhart wurde um 1200 von den Marschallen von Pappenheim mit 12 Urlehen angelegt. Die im Mittelalter planmäßig angelegte Struktur blieb bis heute vollständig erhalten.
Im Geographischen statistisch-topographischen Lexikon von Franken (1801) wird der Ort folgendermaßen beschrieben: „Ochsenhard, ganz Eichstättischer, zum Pfleg- und Kastenamte Mernsheim im mittlern Hochstifte gehöriger Weiler von 13 Unterthanen, die in ganze und Halblöhner eingetheilt sind. Es liegt derselbe 2 Stunden nordöstlich von Mernsheim entfernt, auf dem Berge zwischen Schönfeld, wohin eine halbe, und Bißwang, wohin eine Stunde ist.“
Mit dem Gemeindeedikt (frühes 19. Jahrhundert) entstand die Ruralgemeinde Ochsenhart. Am 1. Juli 1972 wurde der Ort zunächst nach Bieswang eingemeindet, welches am 1. Mai 1978 mit seinen Gemeindeteilen nach Pappenheim kam.

### Einwohnerentwicklung
| Jahr          | 1910 | 1933 | 1939 | 1987 | 2004 | 2014 |
| Einwohnerzahl | 94   | 96   | 83   | 55   | 41   | 43   |

## Natur- und Baudenkmäler
- Dorflinde mit 5,30 m Durchmesser